# Final V.U. 1971–1973
Final V.U. 1971–1973 je box set složený z koncertních nahrávek skupiny The Velvet Underground. Album bylo nahrané až po odchodu frontmana Lou Reeda. Album vzniklo v letech 1971–1973 vyšlo v roce 2001 u Captain Trip Records.

## Seznam skladeb
Všechny skladby napsal Lou Reed, pokud není uvedeno jinak.
| Disk 1 | Disk 1                                      | Disk 1                                   | Disk 1 |
| Pořadí | Název                                       | Autor                                    | Délka  |
| ------ | ------------------------------------------- | ---------------------------------------- | ------ |
| 1.     | Chapel of Love                              | Barry, Greenwich, Spector                |        |
| 2.     | I'm Waiting for the Man                     |                                          |        |
| 3.     | Spare Change                                | Alexander                                |        |
| 4.     | Some Kinda Love“ / „Turn On Your Love Light | Reed/Malone, Scott                       |        |
| 5.     | White Light/White Heat                      |                                          |        |
| 6.     | Pretty Tree Climber                         | Alexander                                |        |
| 7.     | Rock & Roll                                 |                                          |        |
| 8.     | Back on the Farm                            | Alexander                                |        |
| 9.     | Dopey Joe                                   | Yule                                     |        |
| 10.    | Sister Ray“ / „Never Going Back to Georgia  | Reed, Cale, Morrison, Tucker / Alexander |        |
| 11.    | After Hours                                 |                                          |        |

| Disk 2 | Disk 2                                     | Disk 2                                   | Disk 2 |
| Pořadí | Název                                      | Autor                                    | Délka  |
| ------ | ------------------------------------------ | ---------------------------------------- | ------ |
| 1.     | I'm Waiting for the Man                    |                                          |        |
| 2.     | Spare Change                               | Alexander                                |        |
| 3.     | Some Kinda Love                            |                                          |        |
| 4.     | White Light/White Heat                     |                                          |        |
| 5.     | Pretty Tree Climber                        | Alexander                                |        |
| 6.     | What Goes On                               |                                          |        |
| 7.     | Cool It Down                               |                                          |        |
| 8.     | Back on the Farm                           | Alexander                                |        |
| 9.     | Oh! Sweet Nuthin'                          |                                          |        |
| 10.    | Sister Ray“ / „Never Going Back to Georgia | Reed, Cale, Morrison, Tucker / Alexander |        |
| 11.    | After Hours                                |                                          |        |
| 12.    | Dopey Joe                                  | Yule                                     |        |
| 13.    | Rock & Roll                                |                                          |        |

| Disk 3 | Disk 3                              | Disk 3                              | Disk 3 |
| Pořadí | Název                               | Autor                               | Délka  |
| ------ | ----------------------------------- | ----------------------------------- | ------ |
| 1.     | I'm Waiting for the Man             |                                     |        |
| 2.     | White Light/White Heat              |                                     |        |
| 3.     | Some Kinda Love                     |                                     |        |
| 4.     | Little Jack                         | Yule                                |        |
| 5.     | Sweet Jane                          |                                     |        |
| 6.     | Mean Old Man                        | Yule                                |        |
| 7.     | Run Run Run                         |                                     |        |
| 8.     | Caroline                            | Yule                                |        |
| 9.     | Dopey Joe                           | Yule                                |        |
| 10.    | What Goes On                        |                                     |        |
| 11.    | Sister Ray“ / „Train Round the Bend | Reed, Cale, Morrison, Tucker / Reed |        |
| 12.    | Rock & Roll                         |                                     |        |
| 13.    | I'm Waiting for the Man             |                                     |        |

| Disk 4 | Disk 4                  | Disk 4           | Disk 4 |
| Pořadí | Název                   | Autor            | Délka  |
| ------ | ----------------------- | ---------------- | ------ |
| 1.     | I'm Waiting for the Man |                  |        |
| 2.     | Little Jack             | Yule             |        |
| 3.     | White Light/White Heat  |                  |        |
| 4.     | Caroline                | Yule             |        |
| 5.     | Sweet Jane              |                  |        |
| 6.     | Mean Old Man            | Yule             |        |
| 7.     | Who's That Man          | Yule             |        |
| 8.     | Let It Shine            | Kay (Krzyzewski) |        |
| 9.     | Mama's Little Girl      | Yule             |        |
| 10.    | Train Round the Bend    |                  |        |
| 11.    | White Light/White Heat  |                  |        |
| 12.    | What Goes On            |                  |        |
| 13.    | Cool It Down            |                  |        |
| 14.    | Oh! Sweet Nuthin'       |                  |        |

## Sestava

### The Velvet Underground
- Willie Alexander – klávesy, zpěv (disk 1, disk 2, disk 4: 11-14)
- Walter Powers – baskytara, doprovodný zpěv (disk 1, disk 2, disk 4: 11-14)
- Maureen Tuckerová – bicí (disk 1, disk 2, disk 4: 11–14)
- Doug Yule – zpěv, kytara

### Hosté
- George Kay (Krzyzewski) – baskytara (disk 3, disk 4: 1–10)
- Mark Nauseef – bicí (disk 3)
- Rob Norris – kytara (disk 3)
- Don Silverman – kytara (disk 4: 1–10)
- Billy Yule – bicí (disk 4: 1–10)